# Ruiterstandbeeld van Trajanus
Het Ruiterstandbeeld van Trajanus (Latijn:Equus Traiani) was een ruiterstandbeeld ter ere van keizer Trajanus in het oude Rome.
Trajanus liet het ruiterstandbeeld midden op het plein van zijn nieuwe forum plaatsen. Het moet een schitterend monument geweest zijn. Toen keizer Constantius II in 357 zijn enige bezoek aan Rome bracht, was hij verbluft door de pracht van het Forum van Trajanus. Volgens Ammianus Marcellinus riep hij daarbij uit dat het enige dat hij in zijn hoofdstad Constantinopel kon en wilde laten kopiëren, het Ruiterstandbeeld van Trajanus was.
Het ruiterstandbeeld staat afgebeeld op een aantal munten die door Trajanus werd geslagen. Trajanus, gezeten op zijn paard, begroette hier vanuit de bezoekers van het forum. Waarschijnlijk diende het ruiterstandbeeld van Trajanus als voorbeeld voor vele andere standbeelden. Het bekende Ruiterstandbeeld van Marcus Aurelius is op dezelfde wijze gemodelleerd. Uit archeologisch onderzoek blijkt wel dat het beeld van Trajanus (met een hoogte van acht tot tien meter zonder sokkel) ongeveer drie keer groter moet zijn geweest dan dat van Marcus Aurelius.

## Antieke bron
1. ↑  Ammianus Marcellinus, Rerum Gestarum 16.10.15

## Referentie
- G. Seelentag, Taten und Tugenden Traians pp.342
- J.E. Packer, The Forum of Trajan in Rome: a study of the monuments, Volume 1 pp.95-96